# Эренталь, Алоиз фон
Алоиз фон Э́ренталь (нем. Aloys (Alois) Leopold Johann Baptist, Graf Lexa von Aehrenthal; Алоиз Леопольд Йоханн Баптист, граф Лекса фон Эренталь 27 сентября 1854, Гросскаль, Богемия — 17 февраля 1912, Вена) — граф, министр иностранных дел Австро-Венгрии (1906—1912). Способствовал аннексии Боснии и Герцеговины, что рассматривалось как триумф дипломатии Австро-Венгрии, однако позднее эта аннексия стала одной из причин Первой мировой войны.

## Биография
Карьерный дипломат, происходил из семьи торговца зерном (Эренталь переводится как «долина злаков»), в 1828 г. возведённого в баронское достоинство. В 1877 г. поступил на дипломатическую службу. В 1895—1898 годах был посланником в Бухаресте, в 1899—1906 годах — посол в Санкт-Петербурге, в 1906—1912 гг. — министр иностранных дел Австро-Венгрии.
Получил графский титул за успешную дипломатию, приведшую к аннексии Боснии и Герцеговины Австро-Венгрией.

## Политика Австро-Венгрии на Балканах
В качестве министра иностранных дел Австро-Венгрии Алоиз фон Эренталь сыграл ключевую роль в подготовке аннексии Австро-Венгрией Боснии и Герцеговины в 1908 году. Согласно Берлинскому договору 1878 года Австро-Венгрия получила права на Боснию и Герцеговину, но не решалась ими воспользоваться. На встрече в замке Бухлов с министром иностранных дел России А. П. Извольским фон Эренталь получил заверения в том что Россия не будет поддерживать притязания Сербии на эти земли в обмен на согласие Австро-Венгрии допустить военно-морской флот России в Средиземное море через Дарданеллы.
Австрийский министр послужил прототипом «немца ыренталя» в драматургическом произведении Ильи Зданевича «Янко крУль албАнскай».